# SV Regis-Breitingen
SV Regis-Breitingen is een Duitse sportclub uit Regis-Breitingen, Saksen. De club is actief in voetbal, atletiek, kegelen en handbal.

## Geschiedenis
De club werd op 29 april 1920 opgericht als FV Regis. Aanvankelijk was dit nog een afdeling van de turnclub Regiser FV, maar in 1922 werd de afdeling zelfstandig. De club speelde in de lagere klassen van de regio Leipzig.